# Verbano Cusio Ossola
A província de Verbano Cusio Ossola é uma província italiana da região de Piemonte com cerca de 158 999 habitantes, densidade de 70 hab/km². Está dividida em 77 comunas, sendo a capital Verbania.
Faz fronteira a oeste, norte e este com a Suíça (Cantão de Valais e Tessino), a este com a região da Lombardia (província de Varese), e a sul com a província de Novara e a província de Vercelli.